# Кичма (Кировская область)
Кичма — село в Советском районе Кировской области, административный центр Кичминского сельского поселения. 

## География
Находится на расстоянии примерно 41 километров по прямой на юг от районного центра города Советск.

## История
Упоминается с 1717 года как село Алексеевское или Кичма с 30 дворами, в 1764 году 159 жителей. В 1873 году здесь (село Кичма или Алексеевское) учтено было дворов 28 и жителей 249, в 1905 51 и 272, в 1926 150 и 439, в 1950 229 и 671, в 1989 году 1029 жителей. В селе издавна существовала  Введенская церковь, с 1786 года каменная.

## Население
Постоянное население составляло 753 человека (русские 100%) в 2002 году, 560 в 2010.